# فرد اوتمان
فرد اوتمان (انگلیسی: Fred Ottman؛ زادهٔ ۱۰ اوت ۱۹۵۸) کشتی‌گیر کشتی حرفه‌ای اهل ایالات متحده آمریکا است.